# Lithocarpus pattaniensis
Lithocarpus pattaniensis Barnett – gatunek roślin z rodziny bukowatych (Fagaceae Dumort.). Występuje naturalnie w Malezji. 

## Morfologia
PokrójZimozielone drzewo dorastające do 25 m wysokości. Pień często wyposażony jest w korzenie podporowe.
LiścieBlaszka liściowa jest nieco skórzasta i ma owalnie eliptyczny kształt. Mierzy 12,7–20,3 cm długości oraz 7,6–10,2 cm szerokości, ma zaokrągloną nasadę i ostry wierzchołek. Ogonek liściowy jest nagi i ma 7–20 mm długości.

## Biologia i ekologia
Rośnie w lasach. Występuje na wysokości od 1200 do 1800 m n.p.m.